# Festival dalmatinskih klapa – Omiš 1982.
Festival dalmatinskih klapa Omiš 1982. bila je glazbena manifestacija klapskog pjevanja u Omišu u Hrvatskoj. Festival se održao u više gradova u periodu od 19. lipnja do 31. srpnja 1982. godine:
- Zadar: 19. lipnja
- Lumbarda: 26. lipnja
- Solin: 4. srpnja
- Šibenik: 5. srpnja
- Omiš: 17., 18., 24., 25. i 31. srpnja

Poredak nakon večeri:

## Vanjske poveznice
- Službene stranice